# 데이비드 뷰캐넌
데이비드 앤드류 뷰캐넌(David Andrew Buchanan, 1989년 5월 11일 ~ )은 중화 직업봉구 대연맹 푸방 가디언스의 투수이다.

## 미국 프로야구 시절
2014년에 필라델피아 필리스에 입단하였다.

## 일본 프로야구 시절
2017년에 도쿄 야쿠르트 스왈로스에 입단하였다.

## 한국 프로야구 시절

### 삼성 라이온즈시절
2020년에 맥 윌리엄슨을 대체할 선수로 영입되었다. 8월 14일 한화 이글스와의 경기에서 7이닝 1실점으로 시즌 두 자릿수 승을 기록했다. 이로써 팀은 2015년 이후 5년만에 두 자릿수 승 외국인 투수를 배출했다.
2021년 10월 12일 KIA전에서 2년 연속 15승을 달성했고, 같은 달 17일 키움전에서 16승을 기록했으며 16선발승으로 키움의 에릭 요키시와 공동으로 최다 선발 승 타이틀을 차지했다. 2023년 시즌 후 재계약에 실패했다.

## 미국 프로야구 복귀
2024년 필라델피아 필리스와 마이너 계약을  했으나 8월 말 전력외 통보를 받은 뒤 신시내티 레즈로   이적했다.

## 대만 프로야구 시절
2025년 5월 1일 푸방 가디언스와 계약하면서 아시아 리그로 복귀하였다.

## 방송 출연
- MBC 에브리원 - 어서와~ 한국은 처음이지? (237, 241회)